# Großfeldsiedlung metróállomás
Großfeldsiedlung egy metróállomás Bécsben a bécsi metró U1 vonalán.

## Szomszédos állomások
A metróállomáshoz az alábbi állomások vannak a legközelebb:
- Aderklaaer Straße
- Leopoldau

## Átszállási kapcsolatok
| U1 (Oberlaa ↔ Leopoldau) |                        |                         |
| Állomás                  | Átszállási kapcsolatok | Fontosabb létesítmények |
| Großfeldsiedlung         | 28A, 29A               |                         |